# Cough Syrup
Cough Syrup è un singolo del gruppo musicale statunitense Young the Giant, pubblicato il 12 luglio 2011 come secondo estratto dal primo album in studio Young the Giant.

## Descrizione
Il brano è stato composto quando il gruppo si chiamava ancora The Jakes ed è apparso per la prima volta sul loro EP Shake My Hand. La canzone ha raggiunto la posizione numero tre della classifica Alternative Songs.

### Origine
Il cantante del gruppo Sameer Gadhia ha spiegato che Cough Syrup è stata scritta in un'epoca in cui la band era senza destino, non aveva soldi e "non sapevamo veramente cosa fare con noi stessi". Il gruppo, ha proseguito, "Penso che abbiamo davvero desiderato di uscire e fare qualcosa di un po' diverso". Gadhia ha detto che la canzone è "una specie di grido di aiuto" a "liberarsi, non necessariamente dall'oppressione, ma i sintomi più comuni della periferia, come la noia, la normalità e omogeneità".

## Video musicale
Il videoclip ha debuttato il 21 giugno 2011 su MTV.
Nel video la band è in piscina coperta insieme a delle nuotatrici sincronizzate, acquari, glitter coloranti e fluorescenti. Secondo Gadhia, la band "ha voluto più di un aspetto visivo al video musicale, voleva qualcosa che potesse scoppiare, ma in senso artistico.

## Classifiche
| Classifica  | Posizione massima |
| ----------- | ----------------- |
| Canada      | 82                |
| Paesi Bassi | 95                |
| Stati Uniti | 95                |